# Don’t Ever Leave Me (Lied)

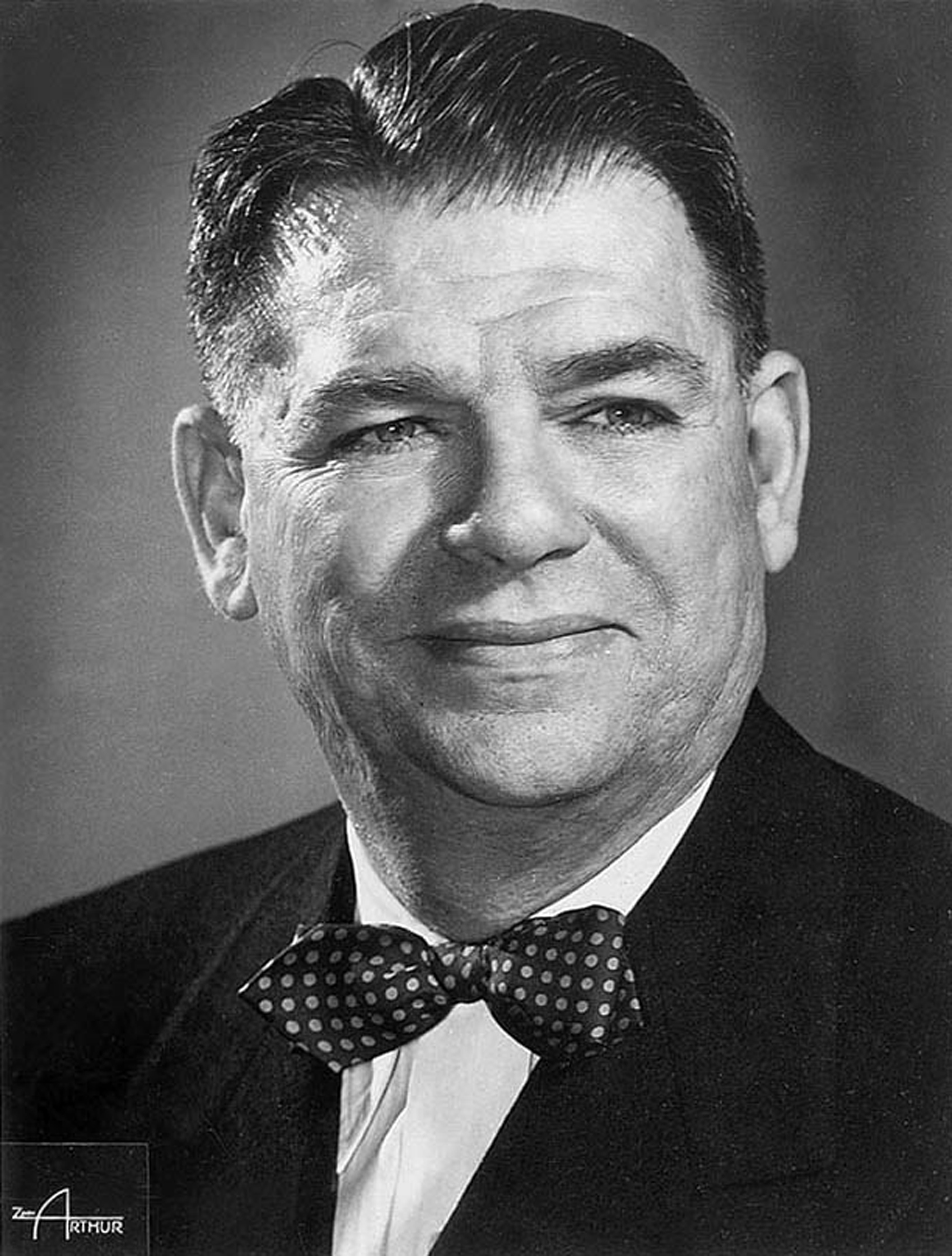
Oscar Hammerstein II (ca. 1940)

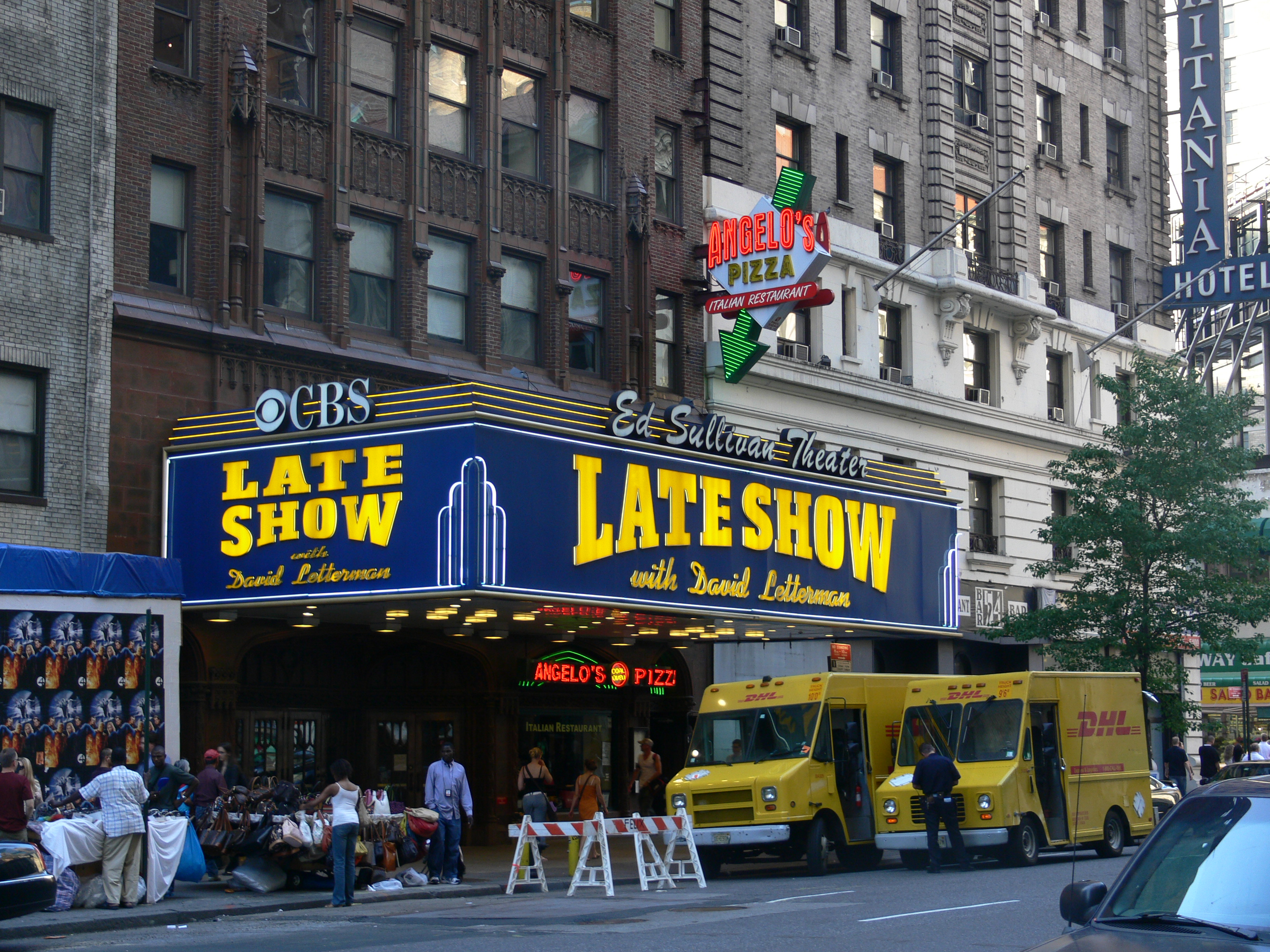
Ed Sullivan Theater, New York City (2007), ehemals: Hammerstein’s Theatre

Don’t Ever Leave Me ist ein Song aus dem 1929 uraufgeführten Broadway Musical Sweet Adeline. Er wurde von Jerome Kern komponiert. Der Liedtext stammt von Oscar Hammerstein. Zum ersten Mal gesungen wurde der Song 1929 von Helen Morgan and Robert Chisholm. Seit seinem Debüt wurde der Song von zahlreichen Künstlern verschiedener Musikstile interpretiert und wurde in das Great American Songbook aufgenommen.

## Hintergrund
Seit 1924 arbeiteten Jerome Kern und Oscar Hammerstein zusammen. Zu den von ihnen gemeinsam geschaffenen Musicals gehören Sunny (1925), Show Boat (1927), Sweet Adeline (1929) und Music in the Air (1932). Show Boat war ihr größter gemeinsamer künstlerischer Erfolg.
Erfolgreich war aber auch das Musical Sweet Adeline, aus dem der Song Don’t Ever Leave Me stammt. Das Musical hatte am 3. September 1929 in Hammerstein’s Theatre Premiere und erlebte dort bis zum 22. März 1930 234 Aufführungen.
Das Liebeslied Don’t Ever Leave Me aus dem zweiten Akt des Musicals zählt neben dem Lied Why Was I Born? zu den bekanntesten Liedern des Musicals.

## Versionen des Songs

### Originalversion
Als erste Performance und als erste Aufnahme bzw. erste Veröffentlichung werden bei SecondHandSongs die folgende Versionen ausgewiesen:
|                        | Jahr | Künstler                         | Tonträger             |
| ---------------------- | ---- | -------------------------------- | --------------------- |
| Uraufführung           | 1929 | Helen Morgan und Robert Chisholm | -                     |
| Erste Aufnahme         | 1929 | Helen Morgan                     | -                     |
| Erste Veröffentlichung | 1930 | Helen Morgan                     | Victor 22199 (Single) |

### Auswahl von Coverversionen
Eine Suche nach dem Song in der Musikdatenbank von SecondHandSongs listet 20 Versionen. Zahlreiche weitere Versionen können den Musikdatenbanken von Allmusic und Discogs entnommen werden. Eine kleine Auswahl der verfügbaren Versionen auf Basis der genannten Musikdatenbanken wird in den beiden folgenden Tabellen ausgewiesen:
Tom Lord listet im Bereich des Jazz insgesamt 44 Coverversionen. u. a. von Roger Wolfe Kahn, Pearl Bailey, Hank Jones, Margaret Whiting, Clark Terry, Sugarcane Harris, Thad Jones/Mel Lewis Orchestra, Bob Mintzer, Joe Lovano und dem Vanguard Jazz Orchestra.

#### Vokal
| Jahr der Aufnahme | Künstler                                                                       | Album / Single                                                                |
| ----------------- | ------------------------------------------------------------------------------ | ----------------------------------------------------------------------------- |
| 1930              | Helen Morgan                                                                   | Single                                                                        |
| 1957              | Polly Bergen                                                                   | Bergen Sings Morgan                                                           |
| 1959              | Peggy Lee with George Shearing                                                 | Beauty and the Beat!                                                          |
| 1960              | Margaret Whiting                                                               | Margaret Whiting Sings the Jerome Kern Songbook                               |
| 1961              | Billy Eckstine / Carmen McRae                                                  | In London                                                                     |
| 1964              | Carmen McRae                                                                   | Haven’t We Met?                                                               |
| 1964              | Liza Minnelli                                                                  | Liza! Liza!                                                                   |
| 1973              | Barbra Streisand                                                               | Barbra Streisand... and Other Musical Instruments                             |
| 1981              | Joyce Collins Quartet                                                          | Moment to Moment                                                              |
| 1985              | Jonathan Schwartz                                                              | Anyone Would Love You                                                         |
| 1988              | Andrea Marcovicci                                                              | Marcovicci Sings Movies                                                       |
| 1989              | Elisabeth Welch                                                                | The Jerome Kern Songbook                                                      |
| 1992              | Andrea Marcovicci                                                              | Just Kern                                                                     |
| 1994              | Larry Carr / Bethe Douglas                                                     | Sings Verse & Chorus                                                          |
| 1997              | Cynthia Crane, Mike Renzi, Arranger & Music Director, Jay Leonhart, Grady Tate | Cynthia’s in Love                                                             |
| 2000              | Robert Clary with the John Rodby Trio                                          | Robert Clary Sings at the Jazz Bakery in Los Angeles With the John Rodby Trio |
| 2003              | Pearl Bailey                                                                   | 1947–1950                                                                     |
| 2004              | Jody Sandhaus                                                                  | A Fine Spring Morning                                                         |
| 2005              | Philip Chaffin                                                                 | Warm Spring Night                                                             |
| 2006              | Carmen McRae                                                                   | 1964 Orchestra Recordings                                                     |
| 2008              | Beth McDonald                                                                  | Home                                                                          |
| 2008              | Kelly Harland                                                                  | Long Ago and Far Away - Kelly Harland Sings Jerome Kern                       |
| 2011              | Miranda Sage                                                                   | Both Sides Now                                                                |
| 2011              | The Johnny Crawford Dance Orchestra                                            | Sweepin’ the Clouds Away                                                      |
| 2011              | Hilary Kole                                                                    | Moments Like This                                                             |

#### Instrumental
| Jahr der Aufnahme | Künstler                      | Album / Single                                          |
| ----------------- | ----------------------------- | ------------------------------------------------------- |
| 1958              | Hank Jones                    | The Talented Touch                                      |
| 1995              | Keith Jarrett                 | Keith Jarrett at the Blue Note: The Complete Recordings |
| 1999              | Keith Jarrett                 | The Melody at Night, with You                           |
| 2010              | Keith Jarrett / Charlie Haden | Jasmine                                                 |

## Verwendung in Film und Fernsehen
Der Song gehörte zum Soundtrack der folgenden Filmen:
- Sweet Adeline, (1934, gesungen von Irene Dunne)[8]
- Julie and Carol at Carnegie Hall - Dokumentarfilm (1962, interpretiert von Carol Burnett und Julie Andrews)[9]
- In Performance at the White House: A Tribute to American Music - Jerome Kern - TV-Film (1987, interpretiert von Barbara Cook)
- The Beales of Grey Gardens - Dokumentarfilm (2006, interpretiert von Edith ‚Little Edie‘ Bouvier Beale)[10]